# Тлемсенская соборная мечеть
Тлемсенская соборная мечеть — мечеть в Тлемсене, Алжир.

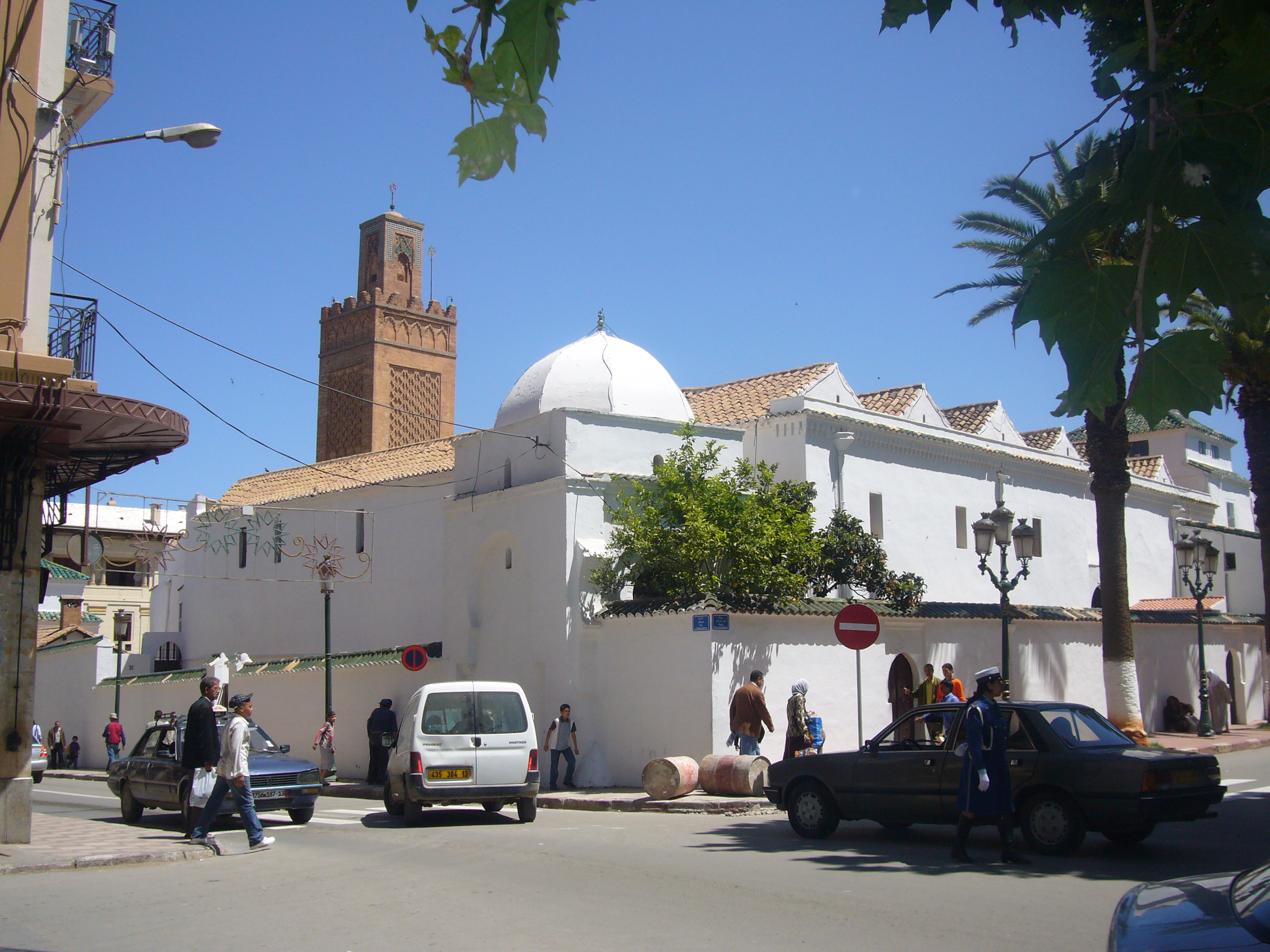
Пристройка XIII в.

## История и архитектура
Построена в 1082 году. Мечеть — один из лучших сохранившихся примеров архитектуры Альморавидов. Была построена при султане Юсуфе ибн Ташфине, но существенно восстановлено и увеличена была его сыном Али ибн Юсуфе. Надпись датирует эту реконструкцию 1136.
В XIII столетии, султан Ягхморасен (1236—1283), основатель династии Абдальвадидов Тлемсена к общей структуре добавил секцию с минаретом и куполом. Рядом с мечетью был исламский суд и исламский университет, в то время, значительной известности.